# (46095) Frédérickoby
(46095) Frédérickoby est un astéroïde de la ceinture principale.

## Description
(46095) Frédérickoby est un astéroïde de la ceinture principale. Il fut découvert le 15 mars 2001 à Vicques (Jura) par l'observatoire de Vicques. Il présente une orbite caractérisée par un demi-grand axe de 3,17 UA, une excentricité de 0,08 et une inclinaison de 10,8° par rapport à l'écliptique.

## Compléments